# Przemek III opawski
Przemek (Przemysław) III opawski (Młodszy) (ur. ok. 1450, zm. 17 lutego 1493) – formalny książę opawski w latach 1452–1464. Pochodził z dynastii Przemyślidów.
Przemek III był trzecim (najmłodszym) pod względem starszeństwa synem księcia opawskiego Wilhelma i Salomei z Častolovic.
W chwili śmierci ojca małoletni znalazł się Przemek wraz ze starszym rodzeństwem Fryderykiem i Wacławem III pod opieką stryja Ernesta, który tonąc w długach sprzeniewierzył cały rodzinny majątek, a w 1456 r. zastawił księstwo opawskie książętom opolskim. Suma zastawu (28 000 dukatów) była wystarczająco duża, by stało się jasne, że Przemyślidów nie będzie stać na wykupienie rodowego dziedzictwa.
Nie mając szans zostania udzielnym księciem Przemek III zdecydował się na karierę duchownego. W tym też celu podjął w 1464 r. studia na uniwersytecie w Krakowie, po których ukończeniu został kanonikiem we Wrocławiu i Ołomuńcu. w 1471 rozpoczął studia na uniwersytecie w Wiedniu. W 1479 został dziekanem kapituły katedry św. Szczepana w Wiedniu i objął związane z tą funkcją probostwo w Mödling, gdzie mieszkał do śmierci. Zmarł jako ostatni przedstawiciel opawskiej linii Przemyślidów. W kościele św. Otmara w Mödling zachował się jego nagrobek.